# Bomb Iran
“Bomb Iran” (ou “Bomb, Bomb, Bomb, Bomb, Bomb Iran”) é o nome de várias paródias da canção “Barbara Ann”, lançada em 1961 pela banda The Regents, originalmente escrita por Fred Fassert e popularizada em uma versão cover “festiva” pelos The Beach Boys em 1965. A mais popular das paródias foi gravada por Vince Vance & the Valiants em 1980. “Bomb Iran” ganhou notoriedade novamente em 2007, durante a campanha presidencial de John McCain em 2008, e ganhou popularidade novamente durante os ataques dos EUA a instalações nucleares iranianas em 2025.

## Origem
Em reação à crise dos reféns no Irã, que começou em novembro de 1979, a primeira versão conhecida publicamente dessa paródia foi gravada por um grupo chamado “the Baritone Dwarfs” e transmitida pelo rádio em Boston em dezembro de 1979.
Uma segunda versão, com letras diferentes, foi ao ar na KIXS-FM (atualmente KGSR) em Killeen, Texas (que transmite para a instituição militar Fort Hood) durante um único fim de semana em janeiro de 1980.  Pelo menos mais cinco músicas “Bomb Iran” foram escritas e protegidas por direitos autorais em 1980. A letra tem a seguinte frase: “Went to a mosque, gonna throw some rocks... Tell the Ayatollah...‘Gonna put you in a box!’” (Fui a uma mesquita, vou jogar algumas pedras... Diga ao Aiatolá... ‘Vou colocá-lo em uma caixa!’), que se refere ao Aiatolá Ruhollah Khomeini.
Além dessas paródias, outra versão de “Bomb Iran” foi escrita pelos radialistas Dana Michaels e Tom Rivers. Essa versão da música foi produzida por Rivers e interpretada por Michaels (guitarra e vocais), Ernie Norris (guitarra e vocais), John Rode (guitarra e vocais), Mark Lewis (vocais) e Tony Blake (vocais), que se autodenominavam “Not Current in This Time Zone Singers”. Foi ao ar pela primeira vez na rádio KFQD (onde Rivers era diretor de programação) em Anchorage, Alasca, em 25 de abril de 1980, imediatamente após o fracasso da tentativa de resgatar os reféns americanos em Teerã. Mais tarde, Rivers escreveu na revista Billboard que "os telefones se iluminaram como uma árvore de Natal. Registramos mais de 20.000 ligações em três dias... e 97% delas eram positivas". Devido à popularidade da música na Austrália e na Nova Zelândia, a EMI Records ligou para Rivers para discutir um possível contrato de gravação e uma turnê.
Outra versão de “Bomb Iran” foi gravada em 1980 por um grupo chamado “J.C. & the B-1 Bombers”.

## Vince Vance & the Valiants
A versão mais popular de “Bomb Iran” foi gravada por Vince Vance & the Valiants em 1980. O single era popular e frequentemente solicitado nas rádios, mas nunca entrou nas paradas porque não teve distribuição e os direitos da música não foram adquiridos adequadamente. A música que ameaçava o Irã com a aniquilação nuclear também provocou ameaças de morte contra o vocalista. No entanto, após algumas disputas legais, o single foi finalmente relançado pela Paid Records em setembro de 1980. Após seu segundo lançamento, a música alcançou a 101ª posição na parada Billboard Bubbling Under Hot 100 Singles. A gravação de 1980, junto com um remix de 1987, acabou sendo incluída no álbum da banda I Know What it Means to Miss New Orleans, lançado em 1996.
Um ano após o lançamento do single original, em 1981, a banda lançou outra paródia sobre o mesmo tema, chamada “Nuke Iran”, ao som de “Duke of Earl”, de Gene Chandler. Em 2005, eles criaram uma paródia com o mesmo tema da música “Yakety Yak”, dos Coasters, dessa vez com o Iraque como alvo, chamada “Yakety Yak (Bomb Iraq)”. Como um prenúncio disso, o The Rush Limbaugh Show, em 1990, apresentou uma paródia de “Barbara Ann” chamada “Bomb Iraq” (Bombardeie o Iraque) após o início da Guerra do Golfo.

## Controvérsia sobre John McCain
A paródia perdurou e se tornou um tema político quando, em 17 de abril de 2007, na campanha do senador John McCain para a eleição presidencial de 2008, em uma apresentação em Murrells Inlet, Carolina do Sul, ele respondeu a uma pergunta da plateia sobre a ação militar contra o Irã referindo-se “àquela velha música dos Beach Boys, ‘Bomb Iran’”, e depois cantando o refrão da paródia: “Bomb, bomb, bomb, bomb, anyway, ah ...” Mais tarde, McCain afirmou que estava apenas brincando, mas seus oponentes usaram seus comentários contra ele durante a campanha de 2008.

## Ataques dos EUA contra instalações nucleares iranianas em 2025
Após os ataques dos Estados Unidos às instalações nucleares iranianas, o presidente Donald Trump publicou um vídeo no Truth Social com a versão de Vince Vance & the Valiants de “Bomb Iran”. O vídeo incluía imagens dos bombardeiros furtivos B-2 Spirit, que foram usados na operação para lançar as bombas GBU-57A/B MOP (Massive Ordnance Penetrator).